# Johan Gustaf Grönroos
Johan Gustaf Grönroos, född november 1774, död 26 mars 1817, var en svensk valthornist vid Kungliga Hovkapellet i Stockholm.

## Biografi
Johan Gustaf Grönroos föddes november 1774. Han var sergeant och oboist vid Svea livgarde. Grönroos anställdes omkring 1793 som valthornist vid Kungliga Hovkapellet i Stockholm och slutade 1 oktober 1815. Grönroos gifte sig 28 september 1806 med Maria Fredrika Uttini (1786–1815). Han avled 26 mars 1817.